# Cyworld
 (octobre 2013).
 (novembre 2012).
Si vous disposez d'ouvrages ou d'articles de référence ou si vous connaissez des sites web de qualité traitant du thème abordé ici, merci de compléter l'article en donnant les références utiles à sa vérifiabilité et en les liant à la section « Notes et références ».
Cyworld (hangeul: 싸이월드) est un service de réseau social sud-coréen exploité par SK Communications (hangeul: SK커뮤니케이션즈), une filiale de SK Telecom (hangeul: SK텔레콤) et apparu bien avant le réseau social américain Facebook.

## Description
Les membres cultivent des relations en formant des Ilchons (hangeul: 일촌 ; Hanja: 一寸) qui signifie littéralement ami ou famille proche. Les utilisateurs créent une 'amitié' entre eux par l'intermédiaire de leur 'minihompy' ou mini page personnelle en français. Cyworld propose aux membres inscrits d'avoir son propre avatar, des 'mini-salles' ou un appartement décorable dans un espace en projection isométrique, ce qui offre une expérience aux Sims.
Le « Cy » dans Cyworld pourrait signifier « cyber » mais c'est aussi un jeu de mots sur le mot coréen pour les relations (hangeul: 사이 entre).
Le chiffre d'affaires est généré par la vente de Dotori (hangeul: 도토리), ou « glands », qui peuvent ensuite être utilisés pour acheter des biens virtuels, tels que de la musique de fond, des meubles et des appareils virtuels pixélisés.
Cyworld est également présente en Chine et au Viêt Nam.

## Histoire
Lancé en 1998, soit six ans avant Facebook par Hyeong Yong-jun, Cyworld s'appelait tout d'abord peoplesquare.com. En septembre 1999, au sein du club étudiant EBIZ Internet de l'université de KAIST, Hyeong Yong-jun collabore avec Jeong Tae-seok et renomme peoplesquare Cyworld. Cyworld est au départ axée sur le service du club, mais ne peut pas voir la lumière et souffre de la concurrence venant de sites comme I love school, ou Freechal.
Au début des années 2000, à la suite de la démission de Hyeong Yong-jun qui décide de se lancer dans une autre entreprise, c'est Lee Dong-hyung qui devient directeur général de Cyworld jusqu'à la fusion avec SK Communications en août 2003. Lee Dong-hyung entreprend une réorganisation majeure dans le site avec notamment des services tels que l'introduction d'un portail communautaire, du club Cyworld, le PIMS, le chat, Paul (système de sondage et de vote). Cependant, la réaction des internautes reste modeste.
Acheté par SK Communications en 2003, Cyworld devient l'une des premières entreprises à tirer profit de la vente de biens virtuels. Le site devient aussi très vite populaire dans son marché domestique. En 2005, on affirme qu'entre 20 et 25 % de la population totale de la Corée du Sud sont des utilisateurs. En 2006, les utilisateurs domestiques sont comptés à 19 millions, mais ce taux serait tombé à 18 millions en 2008.
Sa réception dans certains marchés d'outre-mer ne s'est pas avéré aussi enthousiaste, et en 2010 Cyworld a dû cesser ses activités en Allemagne, au Japon et aux États-Unis. En 2009, il continue à fournir des services aux marchés chinois et vietnamien où elle a une base d'abonnés de respectivement 7 millions et 450 000 utilisateurs.

## Biens virtuels
En 2006, 80 % des revenus coréens Cyworld a été généré par la vente de biens virtuels.

## Échecs

### En Europe
En 2006, Cyworld est entré dans une coentreprise avec une filiale allemande Deutsche Telekom, T-online, et lance sa version européenne un an plus tard. Mais la forte concurrence, y compris StudiVZ, Skyrock et un marché saturé n'offre qu'un avenir sombre à la firme. En 2008, l'opération est clôturée.

### AuxÉtats-Unis
En 2006, Cyworld est entré sur le marché américain. En effet, Cyworld estime que de nombreux adolescents américains sont enclins à utiliser plusieurs réseaux sociaux. Cyworld cherche aussi un accès rapide à un marché en pleine croissance mais doit se résigner à quitter le marché américain en février 2010.

## NateOn
Cyworld collabore avec NateOn, un service de messagerie instantanée largement utilisé en Corée. Si les utilisateurs de Cyworld achètent des points avec dotori dans Cyworld, ils peuvent les utiliser avec NateOn aussi.

## Dotori
Cyworld utilise sa propre monnaie virtuelle appelée dotori (hangeul: 도토리) ou « glands ». Le prix d'un dotori est de 100 ₩ (100 wons vaut environ 7 centimes d'euros), et ils sont utilisés pour acheter des biens virtuels. Les prix varient d'environ 2 glands pour une peinture murale, 6 glands pour une chanson qui joue dans la mini-salle à 40 et au-dessus si vous voulez un fond d'écran pour votre page d'accueil.

## Effet sur la culture Internet
Cyworld a eu un effet important sur la culture Internet de la Corée. Beaucoup de célébrités mondaines coréens possèdent des comptes Cyworld.

## Possibles raisons de la diminution de la popularité du site
La popularité grandissante et internationale du réseau social Facebook est évidemment une des nombreuses raisons pour lesquelles Cyworld a perdu en part de marché. Apparemment les Coréens peuvent être assez agressifs sur les cyworlds des stars et n'hésitent pas à les critiquer vivement.
Parfois il est possible que cela prenne des proportions disproportionnées par exemple quand une personnalité montante critique (souvent gentiment) une autre : les fans de la dernière vont poster en masse sur le Cyworld de la première, ce à quoi les fans de la première vont répliquer en faisant de même sur le Cyworld de la dernière...
Cyworld demande aussi lors de l'inscription sur le site de fournir le numéro de sa carte d'identité. Cela afin d'éviter que la personne connectée reste transparente et qu'elle puisse aussi être rapidement retrouvé s'il y a un dérapage sur le site.

## Récompenses
En 2006, Cyworld a reçu le prix Wharton Infosys Business Transformation pour être l'organisation ayant fait le meilleur usage de l'informatique pour la transformation.